# Hannes Reiber
Hans „Hannes“ Reiber (* 25. Februar 1926 in Münsingen; † 9. April 1998 in Kornwestheim) war ein deutscher Sportpädagoge und Politiker (CDU) in Kornwestheim.

## Leben
Hans Reiber wirkte von 1956 bis 1971 als Lehrer an Kornwestheimer Schulen, zuletzt am Ernst-Sigle-Gymnasium. Anschließend wurde er stellvertretender Leiter der Staatlichen Sportschule Ludwigsburg. Reiber war dann für den Ausbau dieses Landesinstituts für Lehrerfortbildung zur Staatlichen Sportakademie verantwortlich. 1975 wurde er Direktor der Staatlichen Sportakademie für Lehrerfortbildung in Ludwigsburg und bekleidete dieses Amt bis zur Pensionierung 1991.
Von 1975 bis 1998 war Reiber für die CDU-Fraktion Mitglied des Gemeinderats von Kornwestheim. Das Gesundheitsbewusstsein der Bürger war ihm ein wichtiges Anliegen und er engagierte sich in Projekten wie der Förderung des Breitensports und der allgemeinen Gesundheitsvorsorge. Als Verkehrsmittel bevorzugte er das Fahrrad.
Von 1994 bis 1998 setzte Reiber sich als Mitglied des Kreistages im Sozial- und Jugendhilfeausschuss für die Interessen seiner Mitbürger ein. Auf seine Initiative geht die Gründung der Kindersportschule der Stadt Kornwestheim und der Kornwestheimer Sportvereine im Jahre 1990 zurück. Reiber war außerdem Vizepräsident des Deutschen Sportlehrerverbandes.
2016 wurde die dem Ballsport gewidmete Hannes-Reiber-Halle nach ihm benannt.
Reiber ist der Vater des Historikers und Musikschriftstellers Joachim Reiber.